# Radivoje Ognjanović
Radivoje Ognjanović (serb. Paдивoje Oгњaнoвић, ur. 1 lipca 1933 w Strošinci, zm. 30 sierpnia 2011 w Belgradzie) – piłkarz jugosłowiański grający podczas kariery na pozycji napastnika.

## Kariera klubowa
Bora Kostić piłkarską karierę rozpoczął w klubie FK Srem Sremska Mitrovica w 1950. W 1951 przeszedł do stołecznego Partizana. Z Partizanem zdobył Puchar Jugosławii w 1952. W latach 1953–1961 występował w klubie Radnički Belgrad.
W 1961 powrócił na rok do Partizana, by po roku przeszedł do Crvenej zvezdy Belgrad. W 1963 wyjechał do Austrii, gdzie został zawodnikiem Sturmu Graz. Po roku wyjechał do Szwajcarii, gdzie zakończył karierę w 1966 w klubie Greenham.

## Kariera reprezentacyjna
W reprezentacji Jugosławii Kostić zadebiutował 17 listopada 1957 w wygranym 2-0 meczu eliminacji mistrzostw świata z Rumunią. W 1958 uczestniczył w mistrzostwach świata. Na turnieju w finałowym w Szwecji wystąpił w dwóch meczach: z Paragwajem (bramka w 18 min.) i ćwierćfinałowym z RFN.
Ostatni raz w reprezentacji wystąpił 26 kwietnia 1959 w wygranym 5-1 meczu o Puchar Doktora Gerö ze Szwajcarią. Ogółem w barwach plavich wystąpił w 5 meczach, w których zdobył bramkę.
| Mecze i gole w reprezentacji | Mecze i gole w reprezentacji | Mecze i gole w reprezentacji | Mecze i gole w reprezentacji | Mecze i gole w reprezentacji | Mecze i gole w reprezentacji | Mecze i gole w reprezentacji |
| #                            | Data                         | Miasto                       | Przeciwnik                   | Gol                          | Wynik                        | Rozgrywki                    |
| ---------------------------- | ---------------------------- | ---------------------------- | ---------------------------- | ---------------------------- | ---------------------------- | ---------------------------- |
| 1.                           | 17.11.1957                   | Belgrad                      | Rumunia                      |                              | 2:0                          | el. MŚ                       |
| 2.                           | 15.06.1958                   | Eskilstuna                   | Paragwaj                     | Gol                          | 3:3                          | Mundial 1958                 |
| 3.                           | 19.06.1958                   | Malmö                        | RFN                          |                              | 0:1                          | Mundial 1958                 |
| 4.                           | 14.09.1958                   | Wiedeń                       | Austria                      |                              | 4:3                          | towarzyski                   |
| 5.                           | 26.04.1959                   | Bazylea                      | Szwajcaria                   |                              | 5:1                          | Puchar Doktora Gerö          |

## Kariera trenerska
Po zakończeniu kariery piłkarskiej Ognjanović został trenerem. W latach 1982–1984 był selekcjonerem reprezentacji Kamerunu, z którym wygrał Puchar Narodów Afryki 1984. W latach 1989–1992 był selekcjonerem reprezentacji Wybrzeża Kości Słoniowej, a 1993–1994 reprezentacji Chin U-23.